# Шабва (мухафаза)
Шабва (араб. شبوة) - одна з 21 мухафази Ємену. Розташована в центральній частині країни. Головне місто Атак.

## Географія
Площа мухафази становить 47728 км². Адміністративний центр - місто Атак.
Межує з мухафазах: Хадрамаут (на сході та півночі), Маріб (на північному заході), Ель-Бейда  (на заході) і Аб'ян (на південному заході). На півдні омивається водами Аденської затоки. На півночі розташована кам'яниста пустеля Рамлет ас-Сеабатейн. У центральній частині розташовано кілька пересихаючих річок (ваді) і обривів.

## Історія
З XVII століття і до утворення Народної Республіки Південного Ємену в 1967 році на території мухафази Шабва існували емірат Бейхан (на півночі) і султанат Вахіді (на півдні).
11 лютого 1959 емірат Бейхан разом з ще п'ятьма єменськими монархіями увійшов до складу заснованої англійцями Федерації Арабських Еміратів Півдня, в 1962 році перетвореної в Федерацію Південної Аравії. У 1962 році територія султанату Вахіді, крім вилайєта Вахіді Бір Алі Амакін, увійшла до складу заснованої британцями Федерації Південної Аравії, а територія Вахіді Бір Алі Амакін була включена в британський Протекторат Південної Аравії.
У 1967 році монархії в Вахіді і Бейхані були скасовані, а територія держав увійшла до складу Народної Республіки Південного Ємену.

## Населення
За даними на 2013 рік чисельність населення становить 556 462 людини .
 Динаміка чисельності населення мухафази по роках: 
| 1988   | 1994   | 2004   | 2013   |
| ------ | ------ | ------ | ------ |
| 192300 | 364932 | 466889 | 556462 |

### Відомі особистості мухафази Шабва
1. Радикальний проповідник і терорист Анвар аль-Авлакі (1972-2011)

## Транспорт
Траса сполучає Аден і Ель-Мукалла проходить через міста мухафаза: Хаббан, Ер-Рауда, Майфаа, Ель-Хуваймі, Айн-Ба-Маабад. Інші міста з'єднані другорядними дорогами. У містах Атак і Байхао-ель-Кісаб розташовані аеропорти місцевого сполучення.

## Економіка
На береговій лінії с/г представлено культивацією зернових та технічних культур, і м'ясо-молочним тваринництвом. Далі на північ - кочовим тваринництвом. На крайній півночі розташовані землі, які мало або не використовуються.

## Мудірії
- Габбан